# Бристол (Пенсилванија)
Бристол (енгл. Bristol) град је у америчкој савезној држави Пенсилванија.

## Демографија
По попису из 2010. године број становника је 9.726, што је 197 (-2,0%) становника мање него 2000. године.
| Група             | 2000.         | 2010.         |
| Белци             | 7.739 (78,0%) | 7.180 (73,8%) |
| Афроамериканци    | 872 (8,8%)    | 926 (9,5%)    |
| Азијати           | 34 (0,3%)     | 56 (0,6%)     |
| Хиспаноамериканци | 1.144 (11,5%) | 1.378 (14,2%) |
| Укупно            | 9.923         | 9.726         |